# Никола Буча
Никола Буча (на сръбски: Никола Бућа) е средновековен далматински аристократ от град Котор. Търговец, военачалник, протовестиарий и дипломат на служба при сръбските крале Стефан Урош III Дечански и Стефан Душан.

## Кариера
Възходът на Никола Буча започва с победната за Сърбия битка при Велбъжд през 1330г., когато командвания от него отряд от которски оклопници (бронирани конници) успява да плени българското знаме и кръст, което младия Стефан Душан му оставя като „вечен знак на слава и вярна преданост“. Знамето и кръста са отнесени в Котор, където са изваждани от катедралния храм Св. Трифон на празника на патрона на града, но след това следните на реликвите се губят. Самият Никола Буча добавя падналото знаме на българите към своя семеен герб. Още през 1333г. Буча става кралски митничар (doanerius), скоро кралски коморник (camerarius regius) и накрая, до смъртта си протовестиарий на Стефан Душан. Участва в успешно приключилите преговори според които Душан отстъпва района на Стон на Дубровнишката република през 1333г. Заради заслугите му дубровнишката община го възнаграждава с имоти в Стон и Дубровник. През 1336г. заедно с брат му Михаил и техните потомци са обявени за граждани на републиката. През 1350г. Буча придружава  Стефан Душан, когато той посещава Дубровник и Котор с царица Елена и синът им, крал Урош. Умира през 1354г.

## Семейство
Никола Буча е женен за Добра Гучетич от Дубровник, от която има две дъщери: 
- Биелче, омъжена за Маро Гучетич
- Бика, омъжена за Марин Гучетич през 1349г.